# Hydroglyphus crassifrons
Hydroglyphus crassifrons är en skalbaggsart som först beskrevs av Régimbart 1903.  Hydroglyphus crassifrons ingår i släktet Hydroglyphus och familjen dykare. Inga underarter finns listade i Catalogue of Life.